# Hikaru Naomoto
Hikaru Naomoto (猶本 光 Naomoto Hikaru?,  Fukuoka, 3 de marzo de 1994) es una futbolista japonesa que jugaba como centrocampista.
Naomoto jugó 18 veces para la selección femenina de fútbol de Japón. Naomoto fue elegida para integrar la selección nacional de Japón para los Copa Asiática femenina de la AFC de 2014, 2018 y Fútbol en los Juegos Asiáticos de 2014.

## Trayectoria

### Clubes
| Club              | País  | Año         |
| ----------------- | ----- | ----------- |
| Fukuoka J. Anclas | Japón | 2007 - 2011 |
| Urawa Reds        | Japón | 2012 -      |

### Selección nacional
| Selección | País  | Año    |
| --------- | ----- | ------ |
| Absoluta  | Japón | 2014 - |

## Estadística de equipo nacional
| Selección femenina de fútbol de Japón | Selección femenina de fútbol de Japón | Selección femenina de fútbol de Japón |
| Año                                   | Partidos                              | Goles                                 |
| ------------------------------------- | ------------------------------------- | ------------------------------------- |
| 2014                                  | 6                                     | 0                                     |
| 2015                                  | 2                                     | 0                                     |
| 2016                                  | 0                                     | 0                                     |
| 2017                                  | 7                                     | 0                                     |
| 2018                                  | 3                                     | 0                                     |
| Total                                 | 18                                    | 0                                     |